# 150-е годы
150-е (сто пятидеся́тые) го́ды по юлианскому календарю — промежуток времени с 1 января 150 года по 31 декабря 159 года, включающий 150 год 5-го десятилетия   и с 151 по 159 годы    6-го десятилетия II века 1-го тысячелетия.  Они закончились 1866 лет назад.

## Важнейшие события
- Антонин Пий (138—161) — римский император.
- Святой Аникет (155—166) — Папа Римский.
- 150-е годы — первая «Апология» Иустина Философа.
- Около 156 г. — возникновение монтанизма (ересь в христианстве)[1][2][3].
- 155—158 гг. — война пиктов с римлянами.